# Enrique Carrera Sotelo
Enrique Carrera Sotelo ( Buenos Aires, Argentina, 7 de noviembre de 1898 – Buenos Aires, ídem, 12 de abril de 1951 ) fue un poeta y letrista dedicado al género del tango. Varias de sus obras fueron grabadas por intérpretes de primera línea, incluyendo a Carlos Gardel y se recuerda especialmente el tango humorístico Patadura con un vocabulario vinculado al fútbol.

## Actividad profesional
Nació en el barrio de Barracas y en la década de 1920 empezó a publicar poesías en revistas, compuso Flor de ilusión, su primera letra con música en zamba de Nolo Parada y colaboró en Caras y Caretas y en el diario La Capital de Avellaneda en tanto paralelamente trabajaba en la Biblioteca Nacional donde estuvo 36 años. Su cuñado el pianista y compositor José López Ares lo vinculó al ambiente musical, donde en 1924 Juan Maglio Pacho, con quien había compuesto el tango Congojas, lo presentó a Carlos Gardel, que a lo largo de los años grabó varios de los tangos cuya letra le pertenecía, empezando por el referido Congojas y siguiendo Patadura con música de López Ares; Esta vida es puro grupo, letra musicalizada por Alberto Tavarozzi y Chinita, con música de Eleuterio Iribarren.
Otras de las letras que se recuerdan entre las aproximadamente 70 que registró de su autoría son A la puerta de un alma, Hasta cuándo, Pa' ganarme un repecho, Para qué, Presentimiento, Vencida, Viejo marino que grabó la orquesta de Juan Maglio "Pacho" con la voz de Carlos Viván el 7 de junio de 1929, Amor eterno vals con música de Alpidio Bonifacio Fernández que grabó la Orquesta Típica Victor con la voz de- Vicente Crisera el 6 de abril de 1931, Trabajar ¡ Nunca !, tango humorístico con música de Juan Carlos Bazán que grabó Tita Merello en 1930 y Viejo romance, con música de Luis Petrucelli.
En la faz gremial participó en la Sociedad Argentina de Autores y Compositores militando en sectores opuestos al de Francisco Canaro cuando este la presidía.
Patadura es una voz que en el lenguaje coloquial indica a la persona poco diestra en el fútbol y, por extensión, también en otros campos. En su letra de este tango humorística cita algunos futbolistas destacados de la época: Seoane, del Club Atlético Independiente; Tarasca, del Club Atlético Boca Juniors; Ochoíta, del Racing Club y Luis Monti, mediocampista de San Lorenzo de Almagro. 
Otras de las letras que tuvieron difusión fueron las del vals Silenciosamente con música de Vicente Sipulla que registró Mercedes Simone; la canción Nieve viento musicalizado por Antonio Molina del que hizo una creación el dúo Gómez -Vila; Milonguero viejo (Fresedo) que lleva música de Carlos Di Sarli y grabara Ignacio Corsini.
Carrera Sotelo falleció en el barrio porteño de San Telmo el 12 de abril de 1951 y sus restos fueron depositados en el cementerio de La Chacarita.